# Vol United Airlines 811
Le 24 février 1989, le Boeing 747 qui assurait le vol United Airlines 811, un vol international régulier reliant Los Angeles à Sydney, en Australie, avec plusieurs escales intermédiaires à Honolulu et Auckland, subit une décompression explosive en plein vol, peu après avoir décollé de l'aéroport international d'Honolulu. 
L'explosion a été causée par un dysfonctionnement sur une des portes des soutes à bagages qui s'est ouverte pendant le vol, arrachant une partie de la carlingue et plusieurs rangées de sièges qui furent projetées à l'extérieur avec 9 passagers qui furent tués. Malgré des dégâts importants sur la section avant du fuselage, l'appareil est retourné à Honolulu et a effectué un atterrissage d'urgence sans autre incident.

## Avion et équipage

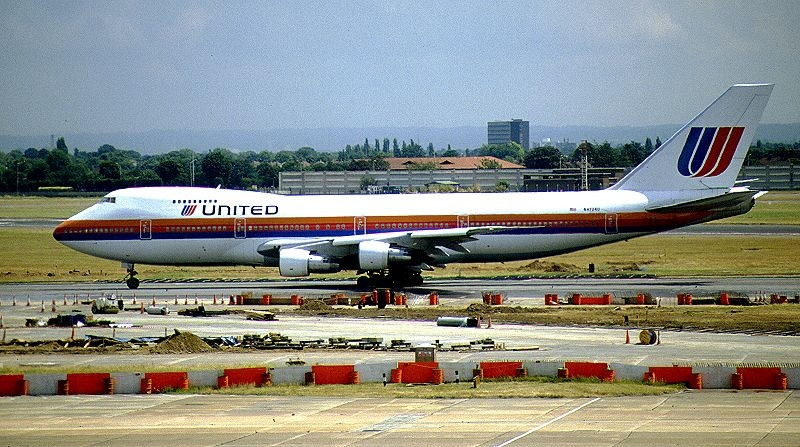
L'avion impliqué dans l'incident, ici à l'aéroport de Londres-Heathrow en 1993, après avoir été remis en service.

L'avion impliqué était un Boeing 747-122, immatriculé N4713U. Il a été livré à United Airlines le 3 novembre 1970. Il s'agissait du 89e 747 construit par Boeing. Au moment de l'accident, il cumulait 58 814 heures de vol au total, 15 028 cycles de vol (décollage/atterrissage) et n'avait été impliqué dans aucun accident antérieur.
Le vol 811 était assuré par le commandant de bord David M. « Dave » Cronin (59 ans). Au moment de l'accident, il totalise environ 28 000 heures de vol, dont environ 1 600 heures sur Boeing 747. Le vol 811 est l'avant-dernier vol régulier effectué par le commandant Cronin avant sa retraite obligatoire.
Le reste de l'équipage est composé du copilote Gregory Allen « Al » Slader (48 ans), du mécanicien navigant Randal Mark Thomas (46 ans) et de 15 membres du personnel navigant commercial. Le copilote et le mécanicien navigant cumulent respectivement 14 500 heures de vol et 20 000 heures de vol.

## Incident

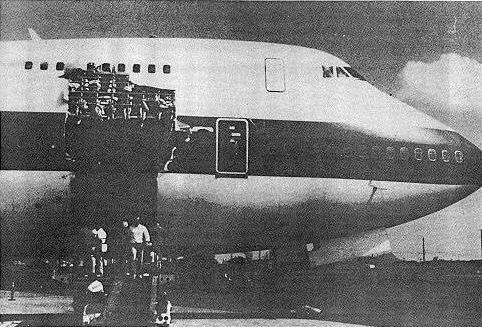
Photo montrant les dommages subis par le Boeing 747 impliqué dans le vol 811.

Le vol 811 de United Airlines décolla de l'aéroport international de Los Angeles, aux États-Unis, à destination de Sydney, en Australie, via l'aéroport international d'Honolulu, à Hawaii, et l'aéroport d'Auckland, en Nouvelle-Zélande, avec trois membres du personnel navigant, quinze membres du personnel de cabine et 337 passagers à bord.
Alors que le 747 montait entre 22 000 et 23 000 pieds, la porte de la soute R5 s'ouvrit, créant une violente décompression dans la cabine et provoquant un important trou dans le fuselage. Cinq rangées de sièges de la classe affaires furent arrachées et aspirées hors de l'appareil, emportant neuf passagers. Un steward, plaqué au sol près du trou, fut sérieusement blessé.
Les pilotes ont d'abord cru qu'une bombe avait explosé à bord de l'avion, car cet accident s'est produit deux mois seulement après l'attentat du vol Pan Am 103 au-dessus de Lockerbie, en Écosse. Comme la cabine n'était plus pressurisée, les pilotes entamèrent une descente d'urgence pour atteindre une altitude avec une pression d'air respirable. L'explosion avait mis hors service le réacteur no 3, et le réacteur no 4 avait pris feu. 
Malgré l'utilisation d'une partie des volets (une partie du fuselage arraché ayant endommagé les volets d'une des ailes) et l'inquiétude sur l'état du système d'atterrissage et sur l'intégrité de l'avion, les pilotes réussirent un atterrissage parfait et déployèrent les onze toboggans pour l'évacuation de l'appareil qui fut faite en moins de 90 secondes, sans aucun blessé supplémentaire.

## Causes
L'accident fut principalement causé à la fois par un câblage inapproprié et un mécanisme de verrouillage trop faible de la porte de soute R5. À l'époque, dans la conception du 747-122, il existait une petite fenêtre qui affleurait contre chacune des portes de soute de manière que le personnel au sol puisse visuellement vérifier que les verrous étaient bien en position verrouillée. 
Mais il existait cependant plusieurs défauts dans leur conception : elles ne permettaient ni un regard précis sur les fermetures, ni de voir l'intégralité du mécanisme ce qui rendait l'inspection complète du verrouillage de la porte impossible. De plus, le circuit commandant l'alimentation électrique des portes était défectueux et pouvait se mettre en marche en vol, provoquant le déverrouillage des portes. 

La porte de soute R5 impliquée
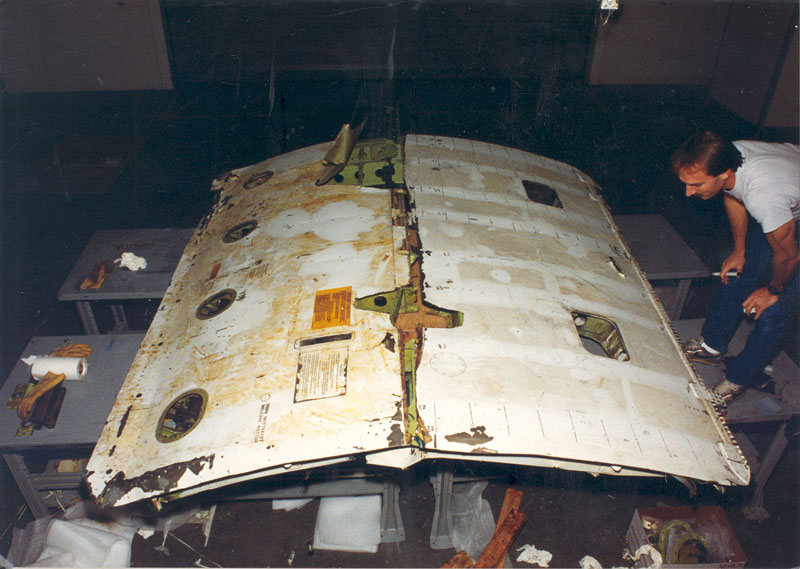
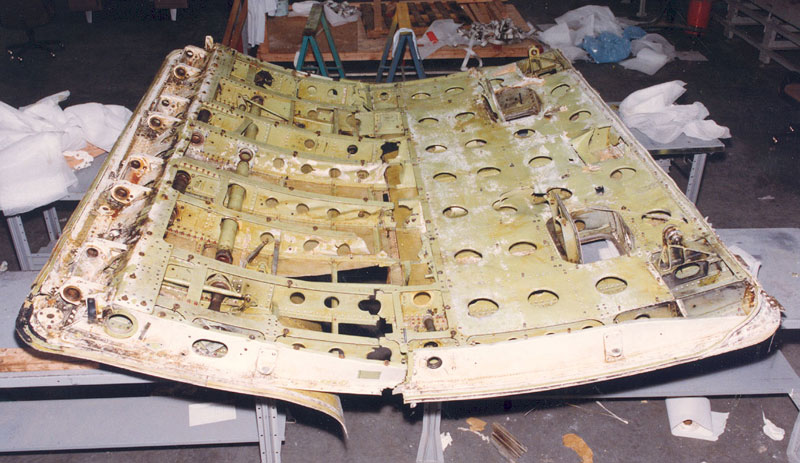
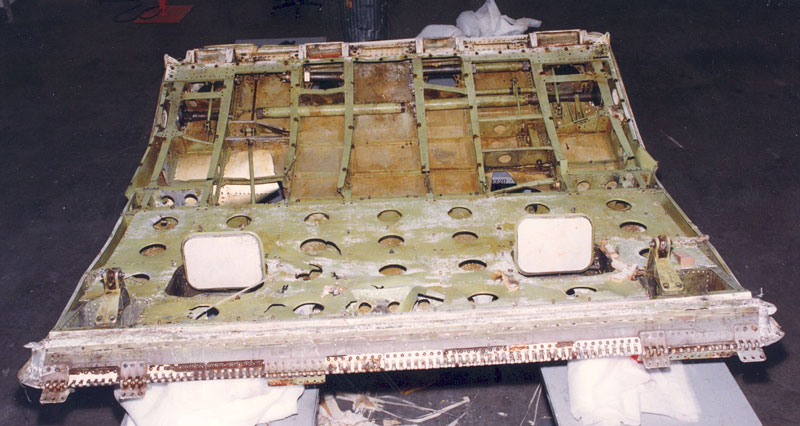

La porte R5 étant une porte à ouverture vers l'extérieur, elle fut soufflée lors du déverrouillage et détachée du fuselage arrachant alors une grande section de celui-ci et laissant la cabine passagers exposée à l'air extérieur à 22 000 pieds (plus de 7 000 mètres). À ce moment-là, l'avion était approximativement à 60 milles nautiques d'Honolulu. L'équipage est parvenu malgré tout à virer de bord et à maîtriser son atterrissage après quoi une évacuation a été immédiatement effectuée.

## Enquête officielle et enquête de la famille Campbell
La première conclusion du Conseil national de la sécurité des transports (NTSB) retenait comme cause principale de l'accident un mauvais verrouillage des portes de soute par le personnel au sol. Mais cette conclusion ne satisfaisait pas la famille Campbell.
Lee Campbell était l'une des victimes du vol 811. C'était un Néo-Zélandais qui retournait chez lui. Après son décès, ses parents, Kevin et Susan Campbell, commencèrent leurs propres investigations pour savoir ce qui avait mal fonctionné dans l'ingénierie de l'avion. Leurs investigations les conduisirent à la conclusion que la conception du mécanisme du verrouillage des portes de soute sur ces avions présentait un défaut.
En 1991, un incident impliquant un dysfonctionnement de la porte de soute sur un Boeing 747 de cette même compagnie se produisit sur l'aéroport JFK de New York. À l'époque, le service d'entretien d'United Airlines enquêtait sur un incident dû au déclenchement de disjoncteurs (cb trip). Dans le processus pour déterminer la cause, une opération faite par inadvertance sur le mécanisme électrique de verrouillage de la porte conduisit à l'ouverture spontanée de cette dernière. Cet incident provoqua des dommages similaires à ceux observés sur la porte du vol 811 (deux pièces de la porte incriminée sur le vol 811 ayant été retrouvées dans l'océan Pacifique, le 26 septembre et le 1er octobre 1990, par des plongeurs de l'US Navy).
À la suite de cet incident, les investigations et les hypothèses des Campbell gagnèrent significativement en crédibilité.
Il existait un défaut similaire sur la porte de soute d'un 747 de la Pan American World Airways parti de l'aéroport d'Heathrow de Londres, avec une décompression après le décollage. Il revint alors immédiatement se poser sans plus de dommages. Boeing recommanda alors à ses compagnies clientes de corriger le défaut sur tous leurs modèles lors de la prochaine visite d'entretien. La Federal Aviation Administration raccourcit ce délai à 30 jours après l'incident du vol Pan Am.

## Conclusions

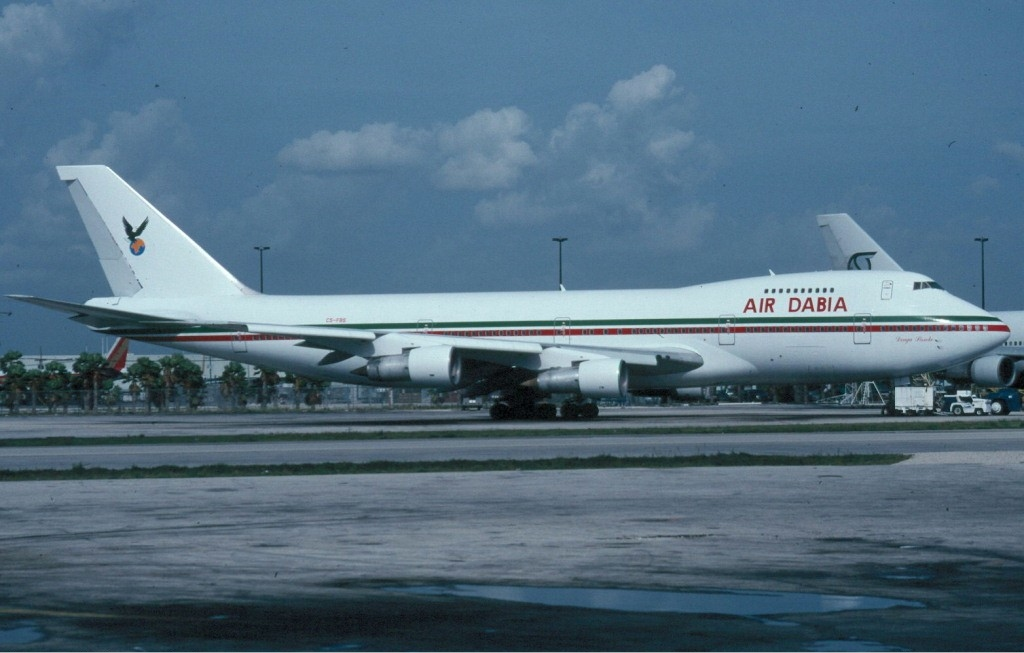
L'avion impliqué dans l'incident, ici à l'aéroport international de Miami en mai 1999, après avoir été transféré à.

Le NTSB américain publia une recommandation d'urgence pour tous les 747-100 en service pour remplacer le mécanisme de verrouillage des portes de soute par un nouveau mécanisme exempt de défauts. Une recommandation annexe suggérait de remplacer les portes à ouverture vers l'extérieur par des portes à ouverture vers l'intérieur, rendant impossible l'ouverture en vol du simple fait d'une pression plus élevée dans l'appareil qu'à l'extérieur. Aucun accident similaire ne s'est produit sur la série des Boeing 747-100 depuis la modification du mécanisme.
En 1989, le personnel du vol 811 reçut le United States Secretary of Transportation Award for Heroism pour leur action. Après l'accident, l'avion fut réparé et retourna en service en 1990 chez United Airlines, mais a été réenregistré sous le N° N4724U. En 1997, l'avion a été transféré à Air Dabia (en) sous le N° C5-FBS. La compagnie Air Dabia a cessé ses activités en 1998 et l'avion a été abandonné à l'aéroport international de Plattsburgh, où il a été finalement démoli en 2004.
United Airlines mena par la suite une simulation sur simulateur de vol et fut, malgré plusieurs tentatives et modifications des paramètres, incapable de poser l'appareil avec les mêmes dommages que ceux subis par l'avion.

## Médias
L'accident a fait l'objet de deux épisodes dans la série télé Air Crash nommé « La porte de l'enfer » (saison 1 - épisode 1) et « Terreur au-dessus du Pacifique » (saison 24 - épisode 1). Cet accident est également évoqué dans l'épisode hors-série « Séquences spectaculaires » (saison 6).

### Source
- (en) Cet article est partiellement ou en totalité issu de l’article de Wikipédia en anglais intitulé « United Airlines Flight 811 » (voir la liste des auteurs).